# Ejercicio general del Cuerpo de Bomberos
Ejercicio general del cuerpo de bomberos, escrito originalmente Ejercicio jeneral del cuerpo de bomberos, es un antiguo cortometraje chileno estrenado el 26 de mayo de 1902 en el Teatro Odéon de la ciudad de Valparaíso. Antes de redescubrirse los cortometrajes de Luis Oddó Osorio, realizados en 1897, era considerada la película más antigua del país, y por tanto el origen del cine chileno.
Se trata de un documental que muestra las competencias entre las distintas compañías del Cuerpo de Bomberos de Valparaíso, las que desfilan desde sus cuarteles hasta la Plaza Sotomayor. Además, se muestra el bautizo de la nueva la 11.ª Compañía de bomberos. De los 3 minutos de película, solo se conservan 27 segundos.
Una placa conmemorativa en la plaza Aníbal Pinto, dispuesta el 28 de octubre de 1997 en el contexto del IX Festival Internacional de Cine de Viña del Mar, señala a esta plaza como lugar del rodaje de la película, realizado el 20 de abril de 1902 por el camarógrafo Eduardo Howley de la empresa American Biograph.